# Donny Robinson
Donald "Donny" Robinson (* 17. Juni 1983 in Napa) ist ein ehemaliger US-amerikanischer Radrennfahrer, der im BMX-Racing aktiv war.

## Werdegang
Seine Karriere im BMX-Rennsport begann Robinson im Alter von fünf Jahren bei der American Bicycle Association (ABA), wo er im Nachwuchsbereich zahlreiche Titel und Erfolge erringen konnte. 2001 nahm er an den UCI-BMX-Race-Weltmeisterschaften teil und wurde Juniorenweltmeister sowohl mit dem Standard-BMX als auch dem Cruiser.
Im Alter von 18 Jahren wurde Robinson Profi und fuhr zunächst in der National Bicycle League (NBL) und der American Bicycle Association, seit 2006 auch im UCI BMX Supercross World Cup. 2006 gewann er sein erstes Weltcup-Rennen und auch die Weltcup-Gesamtwertung, bis zum Ende seiner Karriere folgten zwei Einzelsiege sowie der erneute Gewinn der Gesamtwertung in der Saison 2008.
Im Jahr 2006 wurde Robinson Weltmeister im Cruiser. 2008 hat er an den Olympischen Sommerspielen in Peking teilgenommen und gewann die Bronzemedaille im BMX-Race. Ein Jahr später errang er seinen zweiten Weltmeistertitel, diesmal im Rennen der 20 Zoll-Klasse.
Nach zwei Stürzen mit einem Lungenkollaps musste Robinson in der Saison 2010 mit dem Rennsport aussetzen. Nach seiner Rückkehr konnte Robinson nicht mehr an seine bisherigen Leistungen anknüpfen, ein 6. Platz bei den Weltmeisterschaften 2012 blieb sein bestes Ergebnis. 2016 erklärte er bei den USA BMX Grand Nationals seinen Rücktritt.

## Erfolge
2001
- Weltmeister (Junioren) – Race und Cruiser

2006
- Weltmeister – Cruiser
- ein Erfolg und Gesamtwertung UCI-BMX-World-Cup

2007
- ein Erfolg UCI-BMX-World-Cup

2008
- Olympische Spiele – Race
- ein Erfolg und Gesamtwertung UCI-BMX-World-Cup

2009
- Weltmeister – Race